# Ambodinonoka (Mananjary)
Pour les articles homonymes, voir Ambodinonoka.
Ambodinonoka est une commune rurale malgache située dans la région de Vatovavy.